# Rok komety
Rok komety (ang. Year of the Comet) – amerykański film fabularny z 1992 roku w reżyserii Petera Yatesa. Zdjęcia zostały nakręcone we Francji oraz w Kyleakin, Skye i Iver Heath w Wielkiej Brytanii.

## Fabuła
Margaret Harwood, córka dostawcy win, przejmuje po ojcu piwnicę markowych trunków, umiejscowioną w starym zamku. Znajduje w niej niezwykłą butelkę wina Lafitte z 1811 roku, o potocznej nazwie rok komety. W tym samym zamku przebywają również przestępcy, którzy chcą zmusić torturami pewnego naukowca do wyjawienia formuły eliksiru młodości. Pobyt Margaret w zamku, nieoczekiwanie zamienia się w serię szalonych przygód i dziwnych zdarzeń.

## Obsada
- Penelope Ann Miller jako Margaret Harwood
- Tim Daly jako Oliver Plexico
- Ian Richardson jako sir Mason Harwood
- Art Malik jako Nico
- Nick Brimble jako Jamie
- Ian McNeice jako Ian
- Shane Rimmer jako T.T. Kelleher
- Louis Jourdan jako Philippe